# Gattung (Biologie)
Rangstufen innerhalb des Systems der Lebewesen (ohne Zwischenstufen)
Die Gattung (auch das Genus) bezeichnet in der Biologie (einschließlich Virologie und Palichnologie) eine Rangstufe innerhalb der Hierarchie der biologischen Systematik. Sie steht oberhalb der Art und unterhalb der Familie (beziehungsweise der Tribus – falls vorhanden). Eine Gattung kann eine einzige Art enthalten oder eine beliebige Anzahl von Arten. Enthält sie nur eine Art, spricht man von einer monotypischen Gattung.
In jedem Fall ist eine Gattung, die aus mehreren Arten besteht, laut  Ernst Mayr (1950) eine Gruppe von Arten gemeinsamer Abstammung, die von einer anderen Art oder von einer Gruppe von Arten durch einen deutlichen morphologischen Abstand getrennt ist. Willi Hennig präzisierte diese Definition 1966 in seinem Werk Phylogenetic Systematics dahingehend, dass die Arten einer Gattung enger miteinander verwandt sein müssten als mit irgendeiner anderen Art einer anderen Gattung.
Alle Arten innerhalb einer Gattung haben stets einen zweiteiligen (binären) Namen (das Binomen), der aus dem Gattungsnamen und dem Art-Epitheton besteht. Der Gattungsname steht stets in der Singularform und das Art-Epitheton wiederholt das Geschlecht des Gattungsnamens, falls es ein Adjektiv ist. Abies alba (die Weißtanne) etwa ist eine von ca. 51 Arten innerhalb der Gattung Abies (Tannen). Die binäre Nomenklatur der Artnamen geht auf Carl von Linné zurück, der sie 1753 in Species Plantarum für die Pflanzen einführte. In der 1758 erschienenen 10. Auflage von Systema Naturae wurden neben den Pflanzen auch für die Tiere binäre Namen vergeben.

## Untergliederung einer Gattung
Wenn eine Gattung viele Arten enthält, die nach unterschiedlichen Kriterien geordnet werden können, stehen die folgenden hierarchischen Ränge oberhalb des Ranges Art zur Verfügung:
- Untergattung, kurz subg.
- Sektion, kurz sect.
- Untersektion, kurz subsect.
- Serie, kurz ser.
- Unterserie, kurz subser.

Dabei liegt es im Ermessen des beschreibenden Biologen, welcher der Ränge angemessen erscheint. 
Bedeutende Unterschiede werden in der Regel durch Untergattungen ausgedrückt (Beispiel: Untergattung Solanum subg. Leptostemonum); bei unscheinbaren Variationen wird eher die Sektion benutzt, z. B. Brombeeren Rubus sect. Rubus. Es gibt also keine Vorschrift, dass bestimmte Ränge bevorzugt zu benutzen sind. Allerdings wird die Untersektion (bzw. Unterserie) nur gebraucht, wenn auch die Sektion (bzw. Serie) benutzt wird.
Der Name der Untergattung kann in runden Klammern zwischen Gattungsname und Artepitheton eingefügt werden (Beispiel: Geißklee-Bläuling Plebejus (Plebejus) argus und Hochmoor-Bläuling Plebejus (Vacciniina) optilete). In der Regel werden dabei Namen verwendet, denen in der Vergangenheit oder auch heute noch von anderen Autoren Gattungsniveau eingeräumt wird. Bei der Unterteilung in Untergattungen muss eine Untergattung den Namen der Gattung tragen. Sie soll in diesem Fall die Art oder Artgruppe umfassen, die Typus der Gattung ist oder diesen mit umfasst, im Falle der Gattung Helix die Weinbergschnecke Helix (Helix) pomatia.
Die Ränge unterhalb der Einheit Untergattung, also Sektion und Serie, sind nach den heutigen Regeln der Nomenklatur im Bereich der Zoologie, anders als in der Botanik, nicht mehr zulässig.
In der Virologie ist von diesen Unterteilungen Stand Juli 2022 nur die Untergattung zulässig.